# 1768
Перша наукова революція •  Просвітництво • Глухівський період в історії Гетьманщини •  Російська імперія

## Геополітична ситуація
Султаном Османської імперії є Мустафа III (до 1774). Під владою османів перебувають Близький Схід та Єгипет, Середземноморське узбережжя Північної Африки, частина Закавказзя, значні території в Європі: Греція, Болгарія і Сербія. Васалами османів є Волощина та Молдова.
Священна Римська імперія охоплює, крім німецьких земель, Угорщину з Хорватією, Трансильванію, Богемію, Північну Італію, Австрійські Нідерланди. Її імператор — Йосиф II (до 1790). Марія-Терезія має титул королеви Угорщини. Королем Пруссії є Фрідріх II (до 1786).
У Франції править Людовик XV (до 1774). Франція має колонії в Північній Америці та Індії. В Іспанії — Карл III (до 1788). Королівству Іспанія належать південь Італії, Нова Іспанія, Нова Гранада та Віцекоролівство Перу в Америці, Філіппіни. У Португалії королює Жозе I (до 1777). Португалія має володіння в Бразилії, в Африці, в Індії, в Індійському океані й Індонезії.
На троні Великої Британії сидить Георг III (до 1820). Британія має колонії в Північній Америці, на Карибах та в Індії. Північ Нідерландів займає Республіка Об'єднаних провінцій. Вона має колонії в Північній Америці, Індонезії, на Формозі та на Цейлоні. Король Данії та Норвегії — Кристіан VII (до 1808), який змінив Фредеріка V, на шведському троні сидить Адольф Фредерік (до 1771). На Апеннінському півострові незалежні Венеціанська республіка та Папська область. Король Речі Посполитої — Станіслав Август Понятовський (до 1795). У Російській імперії править Катерина II (до 1796).
Україну розділено по Дніпру між Річчю Посполитою та Російською імперією. Лівобережна частина розділена на Малоросійську, Новоросійську та Слобідсько-Українську губернії. Нова Січ є пристановищем козаків. Існує Кримське ханство, якому підвладна Ногайська орда.
В Ірані фактично править династія Зандів при номінальному правлінні сефевіда Ісмаїла III.
Значними державами Індостану є Імперія Великих Моголів, Імперія Маратха. Зростає могутність Британської Ост-Індійської компанії. У Китаї править Династія Цін. У Японії триває період Едо.

## Події

### В Україні
- 29 лютого у костелі міста Бар проголошено Барську конфедерацію.
- 21 червня гайдамаки, учасники Коліївщини, взяли штурмом місто Умань, яке обороняли барські конфедерати.
- 14 липня гайдамаки напали на Балту, яка тоді належала Османській імперії. Цей інцидент спровокував війну між Росією і Туреччиною.

### У світі
- 11 лютого Массачусетська палата представників розіслала в інші північноамериканські колонії циркуляр, в якому стверджувалося, що накладання податків на колоній неконституційне, оскільки колонії не мають представників у британському парламенті. Циркуляр загострив конфлікт між колоніями та метрополією. Відмова відкликати циркуляр призвела до розпуску в жовтні Массачусетської палати представників та оголошення воєнного стану.
- 24 лютого уряд Речі Посполитої під тиском російських військ підписав договір, за яким Річ Посполита ставала фактично російським протекторатом.
- 29 лютого проголошено утворення Барської конфедерації, що ставила собі метою відстоювання незалежності Речі Посполитої.
- 27 березня російська імператриця Катерина II на прохання польського короля Станіслава Августа Понятовського послала війська в Річ Посполиту для наведення порядку.
- Джон Вілкс знову потрапив у в'язницю за критику короля Георга III. Спалахнули безпорядки, війська стріляли в натовп й убили сімох.
- 15 травня у Версалі підписано договір, за яким Генуя передала Корсику в французьке володіння.
- 20 червня російські війська взяли Бар.
- 16 вересня французький король Людовик XV призначив на посаду канцлера Рене де Мопу.
- 1 жовтня в Бостон прибули перші англійські частини для встановлення порядку.
- 4 жовтня султан Мустафа III оголосив війну Росії через відмову російської цариці вивести війська з Речі Посполитої.
- 14 жовтня прем'єр-міністром Великої Британії став Огастас Фіцрой, 3-й герцог Графтон.
- 29 жовтня іспанський губернатор Луїзіани Антоніо де Ульоа, якого не прийняли французькі колоністи, покинув свою посаду.
- Прітхві Нараян Шах об'єднав кілька дрібних державних утворень і утворив Непал.
- 28 грудня Таксина короновано королем сіамської держави Тхонбурі.

### Наука та культура
- Жан д'Аламбер відкрив свою ознаку збіжності рядів.
- Була вбита остання морська або стеллерова корова (Hydrodamalis gigas)
- Філіп Естлі відкрив перший цирк з акробатами та конями.
- За декретом французького короля Людовика XV усі будинки в французьких містах повинні мати настінний номер.
- Джеймс Кук відплив із Плімута в свою першу навколосвітню подорож.
- У Лондоні засновано Королівську академію мистецтв.

### Засновані
- Гнезненське воєводство
- Каліфорнії
- Непал
- Тхонбурі (королівство)
- Торгово-промислова палата Нью-Йорка

## Народились
Дивись також Категорія:Народились 1768
- 21 березня — Жан Батіст Жозеф Фур'є, французький фізик і математик
- 4 вересня — Франсуа Рене де Шатобріан, французький письменник і політик

## Померли
Дивись також Категорія:Померли 1768
- 11 вересня — Жозеф-Нікола Деліль, французький астроном і картограф